# John Nelson Darby
John Nelson Darby (18. listopadu 1800 Westminster – 29. dubna 1882 Bournemouth) byl angloirský biblista a evangelista, jedna z vlivných postav mezi Plymouthskými bratry. Je považován za zakladatele dispenzacionalismu (učení o Boží správě věků), který se vyznačuje futuristickým výkladem biblických proroctví. Přeložil Bibli z původních jazyků.

## Životopis

### Raná léta
John Nelson Darby se narodil ve Westminsteru. Pocházel z angloirské rodiny, která sídlila na hradu Leap v Irsku. Byl synovcem Henry D'Esterre Darbyho a své druhé jméno dostal po rodinném příteli, lordu Nelsonovi.
Vystudoval Westminster School a Trinity College v Dublinu s výborným prospěchem roku 1819. Během studia se stal hluboce věřícím křesťanem. Začal pracovat u soudního dvora, ale cítil, že toto povolání není konzistentní s jeho křesťanskou vírou. Přijal proto ordinaci duchovního Anglikánské církve v Irsku. Roku 1825 byl ordinován jako diakon a následujícího roku se stal knězem.

### Střední léta
Po svém rozčarování zkostnatělostí anglikánské církve na své místo rezignoval. Nedlouho poté, roku 1827, spadl z koně a byl vážně raněn. V této těžké době rozpoznal, že „království“ popsané v knize Izaiáš a celém Starém zákoně je rozdílné od křesťanské církve. V následujících pěti letech rozvinul učení, že ordinace za duchovního byl hřích proti Duchu svatému, protože omezuje poznání, že Duch svatý může mluvit skrze každého křesťana. Během té doby se připojil k mezidenominačnímu setkávání věřících v Dublinu (které navštěvoval i Anthony Norris Groves, Edward Cronin, J. G. Bellett, a Francis Hutchinson), kde společně „lámali chléb“ jako symbol jejich jednoty v Kristu. Roku 1832 se tato skupina začala vnímat jako zvláštní Křesťanské shromáždění. Začali cestovat po Irsku a Anglii a tak se začalo formovat „hnutí Plymouthských bratrů“. Na konferencích Darby veřejně hlásil učení ohledně Církve a posledních věcech, zahrnující „pretribulační vytržení“.

### Pozdní léta
Ve 30. a 40. letech 19. století Darby procestoval Británii a Evropu a ustavil mnoho Křesťanských shromáždění. Roku 1848 došlo k nešťastnému a bolestnému rozdělení na „otevřené“ a „uzavřené“ bratry. Otevření nadále důsledně setrvávali na nezávislosti jednotlivých shromáždění, uzavření v čele s Darbym začali uplatňovat oddělení se od těchto ostatních shromáždění.

## Pozdější vliv
Darby je v teologickém světě označován za otce dispenzacionalismu, později zpopularizovaného v USA Cyrusem Scofieldem a jeho překladem Bible zvaným Scofield Reference Bible.
Charles Henry Mackintosh (1820–1896) rozšířil toto učení svým čtivým literárním stylem. Mackintosh popularizoval Darbyho více než jiní autoři. Ve 20. století bylo toto učení rozšířeno autory jako Margaret E. Barberová a ovlivnilo Watchmana Neeho a Witnesse Leeho. Darby hlásil učení o „skrytém vytržení“, kdy Kristus vezme svou nevěstu, Církev, z tohoto světa před soudy Velkého soužení, někdy označovaném jako „vytržení svatých“. Dispenzacionalisté věří ve zvláštní postavení Izraele a znovuustavení království Izraele a věří v Boží věrnost vzhledem ke starozákonním proroctvím. Věří, že ačkoliv se Boží cesty mohou měnit, Jeho záměr žehnat Izraeli nebude nikdy zapomenut. Přestože nyní ukazuje svou milost a přízeň na Církvi, učiní to samé na ostatku Izraele, aby naplnil své sliby učiněné tělesnému semenu Abrahamovu.